# Petesuchos
Petesuchos ist ein Krokodilgott, der vom 2. bis 3. Jahrhundert nach Chr. im Fayyum verehrt und auch als eine Nebenform des Gottes „Sobek im Fayyum“ beschrieben wurde.

## Namensbedeutung
Nach Hans Bonnet bedeutet sein Name „der, den Suchos gegeben hat“. Es ist schwierig, diesem Gott eine bestimmte Aufgabe zuzuweisen, und es wurde angenommen, es handele sich bei Petesuchos um einen vergöttlichten Menschen. Adolf Erman, dessen Annahme auf Plinius basierte, vermutete hingegen, er sei der Baumeister des Labyrinthes. Petesuchos war jedoch vermutlich der Name eines heiligen Krokodils, das im Fayyum auf diese Weise verehrt wurde. Nach Wilcken wird im 21. Jahr des Ptolemaios Neos Dionysos von einem Petesuchos-Krokodil berichtet.

## Kultorte
Verehrt wurde diese Gottheit in Madinat al-Fayyum (Krokodilopolis), Kerkeosiris und Theadelphia, wo sich auch seine Heiligtümer befinden. In Karanis befindet sich ein Tempel, der ihm und Pnepheros geweiht ist.